# Langues chatino
Les langues chatino sont un groupe de langues amérindiennes parlées au Mexique par les Chatinos, dans les montagnes du Sud-Est de l'État d'Oaxaca par 52 076 Chatinos en 2020.

## Classification
Les langues chatino sont, avec les langues zapotèques proprement dites, un des deux groupes de langues qui composent la branche zapotèque de la famille oto-mangue.

## Liste des langues
Le chatino peut être présenté comme une langue qui existe sous la forme de plusieurs variétés. Une autre variété, le papabuco, est éteinte.
Les langues chatino sont :
- groupe chatino de la côte
  - sous-groupe chatino de l'Est
    - chatino des hautes-plateaux de l'Est
    - chatino de Nopala
    - chatino des hauts-plateaux de l'Ouest
    - chatino de Zacatepec

  - chatino de Tataltepec
- chatino de Zenzontepec
- papabuco

L’Institut national des langues indigènes (INALI) regroupe les variétés chatino différemment :
- haut chatino occidental (chatino occidental alto), 
parlé dans les municipalités de San Jacinto Tlacotepec, Santa Cruz Zenzontepec et Santiago Ixtayutla
- bas chatino occidental (chatino occidental bajo), 
parlé dans les municipalités de San Pedro Mixtepec Distrito 22, Tataltepec de Valdés et Villa de Tututepec de Melchor Ocampo
- chatino central (chatino central), parlé dans les municipalités de San Juan Quiahije, San Miguel Panixtlahuaca, San Pedro Juchatengo, Santa Catarina Juquila, Santiago Tetepec, Santiago Yaitepec, Tataltepec de Valdés, Villa Sola de Vega
- haut chatino oriental (chatino oriental alto), 
parlé dans les municipalités de San Gabriel Mixtepec, San Juan Lachao.
- bas chatino oriental (chatino oriental bajo), 
parlé dans les municipalités de San Gabriel Mixtepec, Santa Catarina Juquila, Santa María Temaxcaltepec, Santos Reyes Nopala
- chatino de Zacatepec (chatino de Zacatepec), 
parlé à San Marcos Zacatepec dans la municipalité de Santa Catarina Juquila

## Sources
- (en) Eric Campbell, « The Internal Diversification and Subgrouping of Chatino », International Journal of American Linguistics, vol. 79,‎ 2013, p. 395-420 (DOI 10.1086/670924, JSTOR 10.1086/670924, lire en ligne)
- (en) Emiliana Cruz, The phonological patterns and orthography of San Juan Quiahije Chatino (thèse de master), University of Texas at Austin, 2004 (lire en ligne).
- (es) INEGI, « Lenguas indígenas y hablantes de 3 años y más, 2020 », sur INEGI, 2020 (consulté le 16 aout 2023)
- (en) Stéphanie Villard, The phonology and morphology of Zacatepec eastern Chatino (thèse de doctorat), University of Texas at Austin, mai 2015 (lire en ligne).
- (en) B.W. Upson et Robert E. Longacre, « Proto-Chatino phonology », International Journal of American Linguistics, vol. 31, no 4,‎ 1965, p. 312-322.